# Supercopa Movistar 2018
La Supercopa Movistar 2018 fue un torneo oficial de fútbol organizado por la ADFP con el patrocinio de la empresa de telecomunicaciones Movistar que se disputó a partido único en la ciudad de Lima.Este torneo fue realizado debido a que el contrato entre la empresa de telecomunicaciones Movistar y la ADFP exigía una cantidad de partidos establecida. Fue la única edición del torneo, los participantes fueron los campeones del Campeonato Descentralizado 2017, Alianza Lima, y de la Segunda División 2017, Sport Boys.
El 31 de enero a las 20:00 (UTC–5) se jugó a partido único en el Estadio Nacional y fue transmitido en vivo por el canal de paga, Gol Perú, que trasmitía los torneos de liga peruana. Alianza Lima logró proclamarse campeón tras imponerse por la mínima diferencia con un gol de penal de Carlos Ascues a los 65 minutos.

## Equipos participantes
| Club         | Método de clasificación             |
| ------------ | ----------------------------------- |
| Alianza Lima | Campeón de la Primera División 2017 |
| Sport Boys   | Campeón de la Segunda División 2017 |

## Partido
| 31 de enero de 2018, 20:00 (UTC-5) | Sport Boys | 0:1 (0:0) | Alianza Lima      | Estadio Nacional, Lima       |                              |
|                                    |            | Reporte   | Ascues 65' (pen.) | Árbitro(s): Augusto Menéndez | Árbitro(s): Augusto Menéndez |

### Ficha
| 21         | POR        | Daniel Ferreyra      |     |
| 3          | DEF        | Manuel Tejada        |     |
| 4          | DEF        | Carlos Ambriz        |     |
| 22         | DEF        | Manuel Contreras     |     |
| 24         | DEF        | Carlos Neyra         |     |
| 7          | MED        | Crifford Seminario   | 46' |
| 14         | MED        | Carlos Diez          |     |
| 11         | MED        | Juan Gutiérrez       | 54' |
| 8          | MED        | Renzo Sheput         | 66' |
| 30         | MED        | Guillermo Tomasevich | 66' |
| 27         | DEL        | Maximiliano Velasco  | 66' |
| Entrenador | Entrenador | Mario Viera          |     |

| 12         | POR        | Daniel Prieto      |     |
| 30         | DEF        | José Marina        |     |
| 2          | DEF        | Gianmarco Gambetta |     |
| 28         | DEF        | José Cotrina       |     |
| 3          | DEF        | José Guidino       | 46' |
| 20         | MED        | Aldair Fuentes     |     |
| 6          | MED        | Carlos Ascues      |     |
| 4          | MED        | Tomás Costa        |     |
| 29         | DEL        | Erinson Ramírez    | 61' |
| 16         | DEL        | Gonzalo Sánchez    | 61' |
| 27         | DEL        | Kevin Quevedo      | 88' |
| Entrenador | Entrenador | Pablo Bengoechea   |     |

| 17 | MED | Alexander Llanos | 46' |
| 19 | MED | Joazhiño Arroé   | 54' |
| 10 | MED | Mario Tajima     | 66' |
| 5  | DEF | Emiliano Ciucci  | 66' |
| 9  | DEL | Luis Tejada      | 66' |

| 5  | DEF | Francisco Duclós  | 46' |
| 7  | MED | Maximiliano Lemos | 61' |
| 25 | DEL | Kevin Ferreyra    | 61' |
| 13 | DEF | Fabio Rojas       | 88' |

| Anotado · Penal | 65' | Carlos Ascues | 0-1 |

| Amonestado | 63' | Manuel Tejada |
| Amonestado | 80' | Carlos Neyra  |

| Amonestado | 37'   | Aldair Fuentes |
| Amonestado | 90+2' | Fabio Rojas    |

| Amonestado · Expulsado | 83' | Aldair Fuentes |

| Árbitro             | Augusto Menéndez |
| Árbitros asistentes | José Tipián      |
| Árbitros asistentes | Mario Espichán   |
| Cuarto árbitro      | Yovani Quevedo   |

| 21         | POR        | Daniel Ferreyra      |     |
| 3          | DEF        | Manuel Tejada        |     |
| 4          | DEF        | Carlos Ambriz        |     |
| 22         | DEF        | Manuel Contreras     |     |
| 24         | DEF        | Carlos Neyra         |     |
| 7          | MED        | Crifford Seminario   | 46' |
| 14         | MED        | Carlos Diez          |     |
| 11         | MED        | Juan Gutiérrez       | 54' |
| 8          | MED        | Renzo Sheput         | 66' |
| 30         | MED        | Guillermo Tomasevich | 66' |
| 27         | DEL        | Maximiliano Velasco  | 66' |
| Entrenador | Entrenador | Mario Viera          |     |

| 12         | POR        | Daniel Prieto      |     |
| 30         | DEF        | José Marina        |     |
| 2          | DEF        | Gianmarco Gambetta |     |
| 28         | DEF        | José Cotrina       |     |
| 3          | DEF        | José Guidino       | 46' |
| 20         | MED        | Aldair Fuentes     |     |
| 6          | MED        | Carlos Ascues      |     |
| 4          | MED        | Tomás Costa        |     |
| 29         | DEL        | Erinson Ramírez    | 61' |
| 16         | DEL        | Gonzalo Sánchez    | 61' |
| 27         | DEL        | Kevin Quevedo      | 88' |
| Entrenador | Entrenador | Pablo Bengoechea   |     |

| 17 | MED | Alexander Llanos | 46' |
| 19 | MED | Joazhiño Arroé   | 54' |
| 10 | MED | Mario Tajima     | 66' |
| 5  | DEF | Emiliano Ciucci  | 66' |
| 9  | DEL | Luis Tejada      | 66' |

| 5  | DEF | Francisco Duclós  | 46' |
| 7  | MED | Maximiliano Lemos | 61' |
| 25 | DEL | Kevin Ferreyra    | 61' |
| 13 | DEF | Fabio Rojas       | 88' |

| Anotado · Penal | 65' | Carlos Ascues | 0-1 |

| Amonestado | 63' | Manuel Tejada |
| Amonestado | 80' | Carlos Neyra  |

| Amonestado | 37'   | Aldair Fuentes |
| Amonestado | 90+2' | Fabio Rojas    |

| Amonestado · Expulsado | 83' | Aldair Fuentes |

| Árbitro             | Augusto Menéndez |
| Árbitros asistentes | José Tipián      |
| Árbitros asistentes | Mario Espichán   |
| Cuarto árbitro      | Yovani Quevedo   |

| Campeón                                                                                                   |                              |                                 |
| Alianza Lima                                                                                              |                              |                                 |
| 2.° título                                                                                                |                              |                                 |
| \| Predecesor: Copa Federación 2012 \| Supercopa Movistar 2018 2018 \| Sucesor: Supercopa Peruana 2020 \| |                              |                                 |
| |                              |                                 |
| Predecesor: Copa Federación 2012                                                                          | Supercopa Movistar 2018 2018 | Sucesor: Supercopa Peruana 2020 |